# Marc Luy
Marc Luy (* 2. Februar 1971 in Nürnberg) ist ein deutscher Bevölkerungswissenschaftler, der sich mit den Determinanten der Lebenserwartung beschäftigt. Der Schwerpunkt seiner Tätigkeit liegt in der Erforschung der Ursachen für die männliche Übersterblichkeit. Seine bekannteste Arbeit ist die „Klosterstudie“, eine fortlaufende Analyse der Lebenserwartung von Ordensmitgliedern im Vergleich mit der Allgemeinbevölkerung.

## Leben und Wirken
1991 schrieb sich Luy an der Otto-Friedrich-Universität Bamberg für ein Lehramtsstudium der Fächer Geographie, Anglistik und Germanistik ein. 1993 wechselte er in den Diplomstudiengang Geographie mit den Nebenfächern Demographie, Urbanistik und Sozialplanung, den er 1998 als Diplom-Geograph abschloss. Es folgten Tätigkeiten als wissenschaftlicher Mitarbeiter an der Universität Rostock, dem Max-Planck-Institut für demografische Forschung in Rostock und dem Bundesinstitut für Bevölkerungsforschung in Wiesbaden. 2004 promovierte er im Fach Demographie zum Thema Mortalitätsanalyse in der Historischen Demographie an der Universität Rostock, wohin er noch im gleichen Jahr als Juniorprofessor für Demographie und ihre Anwendungsgebiete berufen wurde. Nach erfolgreicher Zwischenevaluierung (die im Allgemeinen als Äquivalent zur traditionellen Habilitation angesehen wird) wechselte er 2008 als Senior Scientist an das Vienna Institute of Demography der Österreichischen Akademie der Wissenschaften, wo er seit 2010 die Forschungsgruppe für Gesundheit und Lebenserwartung leitet. Luy unterrichtete an weiteren Universitäten, nämlich in Mainz und Frankfurt am Main sowie an der European Doctoral School of Demography der European Association for Population Studies.
Luy erhielt verschiedene wissenschaftliche Auszeichnungen, darunter im Jahr 1998 den Ersten Preis im Nachwuchswissenschaftler-Wettbewerb der Deutschen Stiftung Weltbevölkerung und der Deutschen Gesellschaft für Bevölkerungswissenschaft, 2003 den Gunther Beyer Award der European Association for Population Studies (EAPS) und im Jahr 2010 einen ERC Starting Grant des Europäischen Forschungsrats zur Erweiterung der Klosterstudie. Weitere Anerkennung für seine wissenschaftlichen Arbeiten erhielt Luy 2009 in Form einer Gastprofessor an der Universität La Sapienza in Rom und im Jahr 2011 durch die Wahl in die „Jungen Kurie“ der Österreichischen Akademie der Wissenschaften sowie die Berufung in den Expertenkreis für Bevölkerungsprojektionen des Deutschen Statistischen Bundesamts. Seit Juni 2012 ist er Generalsekretär der Europäischen Gesellschaft für Bevölkerungsforschung. 2016 wurde er in die Österreichische Akademie der Wissenschaften gewählt.
Luy verfasste mehr als 50 Forschungsarbeiten, darunter in Fachzeitschriften mit hohem Impact Factor wie „Demography“, „Population and Development Review“ und „Population Studies“.
Von 1989 bis zu seiner Berufung an die Universität Rostock war Luy Fußballschiedsrichter der deutschen Regional- und Amateur-Oberliga.
Seine Klosterstudie wurde mehrfach in anderen Veröffentlichungen aufgegriffen. Eckart von Hirschhausen behandelt die Klosterstudie in einem Kapitel seines Buches Die Leber wächst mit ihren Aufgaben Ralf Bönt verarbeitete die Erkenntnisse der Klosterstudie in seinem Buch „Das entehrte Geschlecht: Ein notwendiges Manifest für den Mann“.

## Publikationen (Auswahl)
- Warum Frauen länger leben. Erkenntnisse aus einem Vergleich von Kloster- und Allgemeinbevölkerung. In: Materialien zur Bevölkerungswissenschaft. Nr. 106. Bundesinstitut für Bevölkerungsforschung, 2002, ISSN 0178-918X, DNB 965668789, LCCN 2003-362130, OCLC 56637677 (ssoar.info [PDF; 1,5 MB; abgerufen am 31. Mai 2013] Zugl. Diplomarbeit 1998).
- Causes of Male Excess Mortality: Insights from Cloistered Populations. In: Population and Development Review. Vol. 29, Nr. 4, Dezember 2003, S. 647–676, doi:10.1111/j.1728-4457.2003.00647.x (englisch).
- Karla Gärtner, Evelyn Grünheid, Marc Luy (Hrsg.): Lebensstile, Lebensphasen, Lebensqualität. Interdisziplinäre Analysen von Gesundheit und Sterblichkeit aus dem Lebenserwartungssurvey des BiB. VS Verlag für Sozialwissenschaften, Wiesbaden 2005, ISBN 3-531-14905-9.
- Jochen Geppert, Jutta Kühl (Hrsg.): Gender und Lebenserwartung. Gender kompetent – Beiträge aus dem GenderKompetenzZentrum. Band 2. Kleine Verlag, Bielefeld 2006, ISBN 3-89370-414-0, Ursachen der männlichen Übersterblichkeit: Eine Studie über die Mortalität von Nonnen und Mönchen, S. 36–76.
- Soziale Verunsicherung ohne Ende? Das politische System setzt die Bürger auch weiter unter Druck. Hrsg.: Sozialverband VdK Bayern. VdK-Dimetria, München 2006, Differentielle Sterblichkeit: die ungleiche Verteilung der Lebenserwartung in Deutschland, S. 61–82 (marc-luy.de [PDF; 256 kB; abgerufen am 11. Februar 2012]).
- Hella Ehlers, Heike Kahlert, Gabriele Linke, Dorit Raffel, Beate Rudlof, Heike Trappe (Hrsg.): Geschlechterdifferenz – und kein Ende? Sozial- und geisteswissenschaftliche Beiträge zur Genderforschung. 1. Auflage. Band 8. LIT Verlag, Berlin / Münster 2009, ISBN 978-3-8258-1647-6, 10 Jahre Klosterstudie – gewonnene Erkenntnisse und offene Fragen zu den Ursachen für die unterschiedliche Lebenserwartung von Frauen und Männern, S. 251–273 (eingeschränkte Vorschau in der Google-Buchsuche).
- Insa Cassens, Marc Luy, Rembrandt Scholz (Hrsg.): Die Bevölkerung in Ost- und Westdeutschland. Demografische, gesellschaftliche und wirtschaftliche Entwicklungen seit der Wende. VS Verlag für Sozialwissenschaften, Wiesbaden 2009, ISBN 978-3-8350-7022-6, Der Einfluss von Tempo-Effekten auf die ost-west-deutschen Unterschiede in der Lebenserwartung, S. 140–168 (eingeschränkte Vorschau in der Google-Buchsuche).
- Insa Cassens, Marc Luy, Rembrandt Scholz (Hrsg.): Die Bevölkerung in Ost- und Westdeutschland. Demografische, gesellschaftliche und wirtschaftliche Entwicklungen seit der Wende. VS Verlag für Sozialwissenschaften, Wiesbaden 2009, ISBN 978-3-8350-7022-6, Die geschlechtsspezifischen Sterblichkeitsunterschiede in West- und Ostdeutschland unter besonderer Berücksichtigung der kriegsbedingten Langzeitfolgen auf die Kohortenmortalität, S. 169–198 (eingeschränkte Vorschau in der Google-Buchsuche).
- Paul-Hermann Gruner, Eckhard Kuhla (Hrsg.): Befreiungsbewegung für Männer. Auf dem Weg zur Geschlechterdemokratie. Essays und Analysen. 1. Auflage. Psychosozial-Verlag, Gießen 2009, ISBN 978-3-8379-2003-1, Warum Mönche länger leben – Männer und Sterblichkeit: Erkenntnisse aus zehn Jahren Klosterstudie, S. 259–276 (eingeschränkte Vorschau in der Google-Buchsuche).
- Paradigm Shift in Demography? In: Comparative Population Studies. Vol. 35, Nr. 3, 2010, S. 409–414, doi:10.4232/10.CPoS-2010-10en (englisch).